# Bara-Bahau
Bara-Bahau ist eine Höhle auf dem Gebiete der französischen Gemeinde Le Bugue im Département Dordogne. In ihr befinden sich Ritzzeichnungen aus dem Jungpaläolithikum.

## Etymologie
Bara-Bahau, abgeleitet vom Okzitanischen Bara-Baou (gesprochen Baraba-u), ist ein Lautwort, das zu Deutsch in etwa mit krachbums oder kawumm wiedergegeben werden kann. Dies bezieht sich auf den beim teilweisen Einsturz des Höhlendachs erzeugten dumpfen Knall. Bara-Bahau wird gelegentlich auch als  Grotte de la Cocagne  bezeichnet, vom Französischen cocagne  mit der Bedeutung Schlaraffenland, da sie bei den Einheimischen als Picknickstätte beliebt war.

## Geographie, Geologie und Beschreibung der Höhle
Die Höhle Bara-Bahau liegt auf der rechten Talseite der Ladouch, eines kleinen rechtsseitigen Nebenflusses der Vézère, knapp 1 Kilometer nordwestlich von Le Bugue. Sie ist die südwestlichste der prähistorischen Höhlen im Vézère-Tal.
Bara-Bahau hat sich in den mergeligen Kalken des Campaniums 3 gebildet. Die Höhle öffnet sich 70 Meter über Talgrund am Hang eines Hügels und ist etwa 90 Meter lang. Sie kann eine Höhe von 3 bis 12 Meter einnehmen, ihre Breite schwankt zwischen 8 und 25 Meter. Zwei Abschnitte lassen sich unterscheiden: ein recht großes Eingangsportal, verbunden über einen Korridor mit dem Rotonde genannten Saal, in dem sich die Gravuren befinden. Während der Regenzeit im Winterhalbjahr fließt an tiefgelegenen Stellen im Korridor manchmal ein kleiner Wasserlauf. Kurz vor Erreichen der Rotonde im abgelegensten Höhlenteil werden die herabgestürzten Felsbrocken angetroffen, welche der Höhle ihren Namen verliehen.

## Geschichte
Der Eingangsbereich der Höhle ist seit alters her bekannt. Der tiefe hintere Teil der Höhle wurde aber erst 1951 von dem berühmten französischen Speläologen Norbert Casteret und seiner Tochter Maud entdeckt. Maud war es auch, die als Erste auf die Ritzzeichnungen aufmerksam wurde. Noch im gleichen Jahr bestätigte Henri Breuil die Entdeckung, 1955 fertigte André Glory eine Bestandsaufnahme an. Zwischen 1986 und 1987 unterzogen Brigitte und Gilles Delluc die Abbildungen einer wissenschaftlichen Untersuchung.

## Abbildungen
Insgesamt sind in Bara-Bahau 26 Abbildungen vorhanden. Sie wurden zu drei Reihen in einem einzigen Panel angebracht, und zwar an der Decke oberhalb der linken Wand. Der Kreidekalk ist sehr weich und enthält viele Flint-Konkretionen. Er eignet sich daher vorzüglich für Ritzzeichnungen. Die Abbildungen lassen sich wie folgt unterteilen:
- 16 Tierdarstellungen
- 6 Zeichen
- 2 menschliche Repräsentationen

Unter den zum Teil sehr großen Tierdarstellungen befinden sich Wildpferde (55 % der Tierdarstellungen), Rinder (Auerochse und Wisente – 25 % der Tierdarstellungen), ein Bär, ein Hirschartiger (womöglich ein Rentier) und ein Steinbock.
Die Zeichen bestehen aus viereckigen Formen (Tektiforme), Stäben, Fingerspuren (“Makaronis”) und anderen.
Als menschliche Repräsentationen fungieren ein geritztes Handnegativ und ein Phallus.

## Archäologischer Kontext
Bei Arbeiten an den beiden Sälen wurden in den Bodenablagerungen nur wenige Steinartefakte (Klingen aus dem Aurignacien) entdeckt.
Geologische Sondierungsarbeiten am Höhleneingang erbrachten weitere Steinartefakten aus dem Aurignacien (Zeitabschnitt 36.000 bis 27.000 Jahre v. Chr.), darunter Schaber.
Die Höhle war außerdem von Höhlenbären (Ursus spelaeus) aufgesucht worden, wie zahlreiche Knochenfunde im Boden des zweiten Saals und tiefe Kratzspuren deutlich erkennen lassen. Diese Kratzspuren machen es manchmal sehr schwierig, die eigentlichen Darstellungen zu erkennen.

## Alter
Absolute Altersdatierungen fehlen in Bara-Bahau. Wegen der Artefaktenfunde war die Höhle für lange Zeit als aus dem Aurignacien stammend angesehen worden. André Leroi-Gourhan ordnete die Darstellungen (hauptsächlich wegen der tektiformen Zeichen) jedoch dem Übergang vom Stil III zum Stil IV zu, entsprechend dem Zeitabschnitt Altes bis Mittleres Magdalénien. Diese Einstufung wird auch heute noch allgemein anerkannt.

## Besuch der Höhle
In der Höhle wurden sehr viele Arbeiten durchgeführt, um den Zugang zu den Gravuren zu erleichtern. So wurde beispielsweise der Korridor nivelliert, der Boden unter den Abbildungen abgesenkt, sowie Beleuchtung, Treppen und Rampen installiert. Zur genaueren Betrachtung der Abbildungen werden den Besuchern außerdem sogenannte Negatoskope zur Verfügung gestellt.
Im Gegensatz zu Lascaux hat Bara-Bahau keine Probleme mit der Konservierung seiner Kunstwerke. Immerhin nimmt die Höhle mehr als 10.000 Besucher pro Jahr auf.
Seit 1961 ist Bara-Bahau Monument historique.